# Le Bret (claveciniste)
Pour les articles homonymes, voir Lebret.
Le Bret est un compositeur de pièces de clavecin (fl. vers 1730-1740)

## Biographie
Il n'est connu que par les deux suites de clavecin dont il est l'auteur. Il subsiste de son œuvre une copie manuscrite réalisée par le chanoine Alexandre Guy Pingré (1711-1796), bibliothécaire de l'abbaye Sainte-Geneviève, conservée aujourd'hui à la Bibliothèque Sainte-Geneviève à Paris (ms. 2682). La copie fut sans doute réalisée d'après une édition gravée de l'époque, dont on ne connaît plus aujourd'hui qu'un exemplaire, incomplet, dans une bibliothèque privée.
Aucun élément biographique n'a pu être retrouvé sur ce compositeur, qui pourrait être un amateur. Le ton de la préface et l'absence de dédicace dans l'édition gravée, alors que les livres de clavecin sont presque toujours dédiés à de grands personnages, pourrait conforter cette hypothèse d’un amateur qui ne vivait pas de la musique et n'avait pas à chercher la protection d'un riche mécène.
Par le style, le filigrane du papier utilisé pour la copie et la date des autres recueils de clavecin copiés par le Père Pingré, les pièces de Lebret semblent pouvoir être datées des années 1730 ou 1740. Le Bret est manifestement inspiré par François Couperin et Jean-Philippe Rameau et son style est comparable à celui des clavecinistes qui écrivirent à leur suite dans les années 1720 à 1740, tels que Jean-François Dandrieu, François d'Agincourt, Joseph Bodin de Boismortier, Bernard de Bury ou encore Jacques Duphly dans ses deux premiers livres.
Comme eux, Le Bret alterne danses et pièces de caractère. Il ne fait en revanche aucune concession au goût pour la musique pastorale et champêtre, ne semble pas influencé par la musique d'opéra et n'abuse pas des effets descriptifs et de la virtuosité. Au total, Le Bret reste fidèle au langage du clavecin dans ce qu'il a de subtil et de poétique ; comme il le dit dans sa préface, il s'est « toujours attaché en les composant de les orner des chants les plus gracieux [ … ], sachant de nos plus illustres maîtres que c’est le beau de cet instrument. »

## Les deux suites de clavecin
Première Suite		en Ré					
- Allemande La Généreuse
- Sarabande La Constante Amourette
- L’Affable
- La Divertissante
- L’Embarrassante
- L’Étrangère
- La Naturelle
- Menuet - 2e Menuet

Deuxième Suite en La
- Allemande La Duchesse
- La Séduisante
- La Piquante
- La Gratieuse
- Sarabande La Touchante
- La Réjouissante
- Gavotte L’Aimable Folie
- Menuet Le Suffisant
- La Tendre Élizabeth
- La Précipitée ou l’Audacieuse